# Lavochkin Gorbunov Gudkov LaGG-1
Il Lavochkin Gorbunov e Gudkov LaGG-1 (in russo Лавочкин, Горбунов, Гудков ЛаГГ-1) citato anche semplicemente come Lavochkin LaGG-1 o con la designazione da prototipo I-301 (И-301), era un da caccia monomotore ad ala bassa progettato dall'OKB 301 diretto da Semën Alekseevič Lavočkin e sviluppato in Unione Sovietica alla fine degli anni trenta.
Primo progetto dell'OKB 301, il LaGG-1 non venne considerato idoneo per la produzione in serie ma costituì la base per il successivo LaGG-3, quest'ultimo rimasto operativo nella Sovetskie Voenno-vozdušnye sily (VVS), l'aeronautica militare dell'Unione Sovietica, fino alla fine della seconda guerra mondiale.

## Storia

### Sviluppo
L'esigenza di disporre di caccia monomotore di nuova generazione spinse le autorità sovietiche ad emettere una specifica da sottoporre ai propri uffici di progettazione aeronautica (OKB) relative a monoposto capaci di velocità dell'ordine dei 600 km/h e propulsi da motori in linea dell'ordine dei 1 000 CV. La potenza dei motori non era diversa da quella dei radiali della precedente generazione di caccia, quali il Polikarpov I-16, ma la migliore penetrazione aerodinamica favorita dalla possibilità di creare una parte anteriore con sezione frontale ridotta e raccordata alla fusoliera, garantiva potenzialmente, almeno in termini di velocità orizzontale e di picchiata, prestazioni sicuramente superiori.
I vari OKB MiG, Yakovlev e Lavochkin presentarono i propri prototipi, rispettivamente l'I-200 poi diventato Mikoyan-Gurevich MiG-1, lo Yakovlev Yak-1, realizzati in tecnica mista, ovvero con parti metalliche e parti in legno, mentre quello proposto dall'ultimo, il LaGG-1, progettato per essere costruito completamente in legno, eccetto le componenti che potevano essere costruite solo in metallo.
Certamente questo fatto lo rendeva economico e bisognoso di pochissime materie prime strategiche ma quando il prototipo venne portato in volo per la prima volta, nel marzo 1940, i piloti lo trovarono troppo lento in salita e pesante ai comandi. Ne raccomandarono vari cambiamenti, anche perché nel frattempo la "liaison dangereuse" tra Unione Sovietica e Germania nazista aveva consentito di accedere a vari dei migliori aeroplani tedeschi, constatando quanto questi ultimi fossero più moderni nella struttura e semplici nel funzionamento, a cominciare dal Messerschmitt Bf 109.
Tra le macchine che vennero urgentemente richieste c'era anche il LaGG-1, ma sebbene fosse risultato più veloce del caccia tedesco, come poi lo erano tutti i nuovi velivoli sovietici, i difetti erano numerosi e la tecnologia usata, ad esclusione dell'armamento, giudicata non sufficientemente avanzata. Il modello venne tuttavia trovato suscettibile e bisognoso di miglioramenti tecnici per cui ne venne ordinato un suo sviluppo ed il LaGG-1 non venne avviato alla produzione in serie. Il suo successore, che assunse la designazione Lavochkin Gorbunov Gudkov LaGG-3, risultò meno veloce (circa 575-590 km/h contro i 605 originari) ma assai migliorato in tutti gli aspetti in cui vi fu tempo e modo di operare.

## Descrizione tecnica
Il LaGG-1 era un velivolo dall'aspetto convenzionale, compatto, realizzato principalmente in legno; monoplano monomotore ad ala bassa con carrello retrattile.
La fusoliera era caratterizzata un unico abitacolo chiuso da un tettuccio raccordato posteriormente al dorso, soluzione tecnica che non permetteva una buona visione posteriore. Posteriormente terminava in un impennaggio classico con elemento verticale monoderiva e piani orizzontali montati a sbalzo.
L'ala, a pianta rettangolare rastremata verso le estremità, era montata bassa ed a sbalzo ed incorporava nella parte inferiore il meccanismo del carrello d'atterraggio. Questo era a larga carreggiata, biciclo anteriore, retrattile verso l'interno ed integrato posteriormente da un ruotino d'appoggio posizionato sotto la coda.
La propulsione era affidata ad un motore Klimov M-105P, un 12 cilindri a V raffreddato a liquido capace di esprimere una potenza pari a 1 050 CV (772 kW), abbinato ad un'elica tripala VTSh-61P a passo fisso.
L'armamento comprendeva due mitragliatrici ShKAS calibro 7,62 mm, due Berezin UB calibro 12,7 mm ed un cannoncino aeronautico Volkov-Yartsev VYa-23 calibro 23 mm, quest'ultimo sparante attraverso il mozzo dell'elica.

## Utilizzatori
Unione Sovietica
- Sovetskie Voenno-vozdušnye sily